# 山浦貫一
山浦 貫一（やまうら かんいち、1893年（明治26年）3月20日 - 1967年（昭和42年）9月26日）は新聞記者、政治評論家。

## 来歴・人物
長野県小県郡川辺村（上田市）出身。旧制上田中学（長野県上田高等学校）から早稲田大学政治経済学部卒業。1919年時事新報記者となり、1924年東京日日新聞に転じ、1927年新愛知東京支社、ついで国民新聞、読売新聞各論説委員を務め、1948年読売新聞を定年退社。1946年には憲法普及会理事を務めた。
その後、東京新聞編集顧問、NHK中央番組審議委員、中央選挙管理委員会委員などを務めた。晩年は東京新聞のコラム「放射線」に池上五六のペンネームで反共評論を書いた。森恪、鳩山一郎らと親交があった。
東京日日新聞時代、光文事件で時の政治部長が責任を取ろうとしなかったことに対して、岩淵辰雄らと連れ立って部長排斥運動を展開した。
1967年9月26日、急性肺炎により死去。享年74歳。9月27日、政府の持ち回り閣議において、正四位勲二等瑞宝章が贈られることが決定される。9月29日、青山葬儀所において葬儀と告別式が行われる。葬儀委員長は十河信二。

## 著作

### 著書

#### 単著
- 『政局を繞る人々』四海書房、1926年12月。 NCID BA3302925X。全国書誌番号:43045237。
- 『政治家よ何処へ行く』日本書院出版部、1929年1月。 NCID BA40374407。全国書誌番号:47004345。
- 『議会政治と政党』誠文堂、1930年8月。 NCID BN15328603。
- 『非常時局と人物』信正社、1937年3月。 NCID BN06210759。全国書誌番号:46071368。
- 『失はれた政権』今日の問題社、1937年4月。全国書誌番号:44028053。
- 『近衛時代の人物』高山書院、1940年10月。 NCID BN14989701。全国書誌番号:46053632。
- 『森恪は生きて居る』高山書院、1941年5月。 NCID BA45250252。全国書誌番号:21545920 全国書誌番号:46006355。
- 『森恪』 上巻、高山書院、1943年12月。 NCID BN08577528。全国書誌番号:46006354 全国書誌番号:73015383。
  - 『森恪』 下巻、高山書院、1943年12月。 NCID BN08577528。全国書誌番号:46006354 全国書誌番号:73015383。
- 『新憲法の解説』内閣、1946年11月。 NCID BN08380374。全国書誌番号:59006297。
- 『国会・内閣・政党』開隆堂〈社会科叢書 3〉、1948年11月。 NCID BA53610218。全国書誌番号:45019767。
- 『日本の政治家』弘文堂〈アテネ文庫 第88〉、1949年12月。 NCID BN12774602。全国書誌番号:49012245。
- 『日本の顔』小説朝日社、1952年10月。 NCID BN15353746。全国書誌番号:52008489。

#### 編集
- 犬養毅『景気か不景気か 犬養か・浜口か』誠文堂、1930年2月。 NCID BA43840594。
- 『森恪』森恪伝記編纂会、1940年12月。 NCID BN05741771。全国書誌番号:22219717 全国書誌番号:44049211 全国書誌番号:61004257。
  - 『森恪』（普及版）森恪伝記編纂会、1941年7月。 NCID BN0619047X。全国書誌番号:61010935。
  - 『森恪』原書房〈明治百年史叢書 294〉、1982年10月。ISBN 9784562013104。 NCID BN01171412。全国書誌番号:83004570。

#### 共著・共編
- 山浦貫一、中津海知方『議会政治と予算の話』誠文堂〈誠文堂文庫〉、1932年。全国書誌番号:44062194。
- 金森徳次郎・山浦貫一共編 編『日本政治百年史』時事新報社、1953年9月。 NCID BN11799040。全国書誌番号:54008166。
- 金森徳次郎・山浦貫一共編 編『写真記録 日本政治史』日本図書センター、2007年3月。ISBN 9784284500203。 NCID BA81384795。全国書誌番号:21218451。

### 論文
- 「中央党と保守合同」『新星』第2巻第1号、新星社、1948年9月、2-9頁、NAID 40001908286。
- 「野党退治」『新星』第2巻第2号、新星社、1948年10月、14-18頁、NAID 40001908261。
- 「日本政党発達史論 ―1―」『自由公論』第1巻第1号、自由公論社、1948年11月、46-50頁、NAID 40001723755。
- 「吉田内閣論」『ダイヤモンド』第36巻第33号、ダイヤモンド社、1948年11月、20-21頁、NAID 40002296869。
- 「日本政党発達史論 ―2― 大隈重信の役割」『自由公論』第1巻第2号、自由公論社、1948年12月、48-52頁、NAID 40001723763。
- 「新聞の30年」『政治』第1巻第1号、政治社、1948年12月、60-66頁、NAID 40002046443。
- 「日本政党発達史論 ―3― 自由改進の泥試合」『自由公論』第2巻第1号、自由公論社、1949年1月、46-51頁、NAID 40001723751。
- 「吉田内閣の一断面」『経済新誌』第4巻第1号、経済新誌社、1949年2月、13-14頁、NAID 40000885341。
- 「日本政党発達史論 ―4― 大同団結の前後」『自由公論』第2巻第2号、自由公論社、1949年2月、43-49頁、NAID 40001723769。
- 「茂木惣兵衛と私 ――新聞30年」『政治』第2巻第2号、政治社、1949年2月、58-63頁、NAID 40002046451。
- 「2当1落の記」『文藝春秋』第27巻第2号、文藝春秋、1949年2月、28-31頁、NAID 40003427433。
- 「常識を忘れた人々――政治時評」『八雲』第4巻第2号、八雲書店、1949年2月、56-59頁、NAID 40003663287。
- 「慶応と時事新報と私――新聞の30年」『政治』第2巻第3号、政治社、1949年3月、56-61頁、NAID 40002046458。
- 「保守と共産の決戦」『創造』第19巻第3号、創造社、1949年3月、77-81頁、NAID 40002235896。
- 「関東大震災と新聞――新聞30年 ―5―」『政治』第2巻第4号、政治社、1949年4月、48-51頁、NAID 40002046480。
- 「木堂と健」『文藝春秋』第27巻第4号、文藝春秋、1949年4月、30-33頁、NAID 40003427137。
- 「議会主義・共産主義――国会フラクションについて――共産党批判」『改造』第30巻第9号、改造社、1949年9月、26-30頁、NAID 40000382551。
- 「独裁赤と黒」『中央公論』第64巻第9号、中央公論新社、1949年9月、54-59頁、NAID 40002401665。
- 「政治家戦後版」『世界春秋』第1巻第1号、世界出版社、1949年11月、71-75頁、NAID 40002152344。
- 「白足袋政治家の大先輩」『文藝春秋』第27巻第11号、文藝春秋、1949年11月、46-51頁、NAID 40003427645。
- 「政界の分裂症」『世界春秋』第1巻第2号、世界出版社、1949年12月、29-33頁、NAID 40002152374。
- 「政党の金詰り時代」『世界春秋』第2巻第1号、世界出版社、1950年1月、42-45頁、NAID 40002152360。
- 「政党分裂時代――政界展望」『ダイヤモンド』第38巻第3号、ダイヤモンド社、1950年1月、34-35頁、NAID 40002296337。
- 「内閣改造と政界異変」『世界春秋』第2巻第2号、世界出版社、1950年2月、23-27頁、NAID 40002152407。
- 「日本政党のゆくて――講和をめぐる政党の苦悶」『読売評論』第2巻第8号、読売新聞社、1950年8月、18-25頁、NAID 40003715711。
- 「朝鮮から永田町へ――政界時評」『改造』第31巻第9号、改造社、1950年9月、155-159頁、NAID 40000381149。
- 「鳩山追放の殊勲者――法螺カン交友帖 ―2―」『文藝春秋』第28巻第12号、文藝春秋、1950年9月、112-117頁、NAID 40003427523。
- 「政界地図は変るか――追放解除と政界異変」『ダイヤモンド』第38巻第30号、ダイヤモンド社、1950年10月、34-35頁、NAID 40002295911。
- 「吉田首相と幣原議長――超党派外交の楽屋裏」『ファイナンス・ダイジェスト』第4巻第11号、大蔵出版、1950年11月、68-78頁、NAID 40003300751。
- 「政党の内幕」『ファイナンス・ダイジェスト』第4巻第12号、大蔵出版、1950年12月、78-89頁、NAID 40003300786。
- 「新聞小説論」『文学界』第4巻第12号、文藝春秋社、1950年12月、160-164頁、NAID 40003394826。
- 「正月政局は動かんとす」『ダイヤモンド』第39巻第1号、ダイヤモンド社、1951年1月、86-87頁、NAID 40002295939。
- 「政界の夜明け前」『ファイナンス・ダイジェスト』第5巻第1号、大蔵出版、1951年1月、94-100頁、NAID 40003300723。
- 「国会の楽屋裏」『ファイナンス・ダイジェスト』第5巻第2号、大蔵出版、1951年2月、25-35頁、NAID 40003300873。
- 「選挙自由主義」『東洋経済新報』第2470号、東洋経済新報社、1951年4月、14頁、NAID 40002655320。
- 「選挙経済学」『ファイナンス・ダイジェスト』第5巻第4号、大蔵出版、1951年4月、40-48頁、NAID 40003300848。
- 「解散は早かるべし」『東洋経済新報』第2475号、東洋経済新報社、1951年6月、10頁、NAID 40002654172。
- 「党人を尊重せよ」『東洋経済新報』第2482号、東洋経済新報社、1951年7月、10頁、NAID 40002654698。
- 「日本憲政ものがたり――近代日本の歩み ―1―」『地上』第5巻第9号、家の光協会、1951年9月、70-77頁、NAID 40002359737。
- 「政治指導者難時代」『東洋経済新報 別冊』第4号、東洋経済新報社、1951年9月、21-24頁、NAID 40002657543。
- 「日本憲政ものがたり――近代日本の歩み ―2―」『地上』第5巻第10号、家の光協会、1951年10月、70-77頁、NAID 40002359702。
- 「総選挙は始っている――政界人物図解」『ダイヤモンド』第39巻第41号、ダイヤモンド社、1951年12月、32-37頁、NAID 40002296152。
- 「蒋介石を相手とす」『東洋経済新報』第2509号、東洋経済新報社、1952年2月、518頁、NAID 40002656466。
- 「行政委員の椅子」『公務員』第8巻第4号、産業経済新聞社、1952年3月、52-53頁、NAID 40001259918。
- 「選挙来りなば――選挙の金の話」『明窓』第2巻第12号、大蔵財務協会、1952年3月、8-11頁、NAID 40003640401。
- 「悲感無用の説――不安の実体を衝く」『地上』第6巻第4号、家の光協会、1952年4月、33-37頁、NAID 40002359588。
- 「吉田の限界」『東洋経済新報』第2518号、東洋経済新報社、1952年4月、14頁、NAID 40002654275。
- 「独立はしたけれど」『自警』第34巻第6号、自警会、1952年6月、10-13頁、NAID 40001521437。
- 「現役有馬頼寧」『農業協同組合』第61号、全国農業協同組合中央会、1952年6月、28-30頁、NAID 40003113403。
- 「吉田茂と鳩山一郎――現代の好敵手」『人物往来』第1巻第8号、人物往来社、1952年8月、2-5頁、NAID 40001945328。
- 「暴力破れたり――中西君の立場」『文藝春秋』第30巻第11号、文藝春秋、1952年8月、45-47頁、NAID 40003427364。
- 「テレビの王様――正力松太郎」『文藝春秋』第30巻第15号、文藝春秋、1952年10月、27-29頁、NAID 40003427029。
- 「1952年の回顧」『自警』第34巻第12号、自警会、1952年12月、22-25頁、NAID 40001521574。
- 「成田山財閥を覗く」『文藝春秋』第31巻第10号、文藝春秋、1953年7月、244-251頁、NAID 40003427009。
- 「野党道を確立せよ」『再建』第7巻第8号、再建編集局、1953年9月、15-23頁、NAID 40001431176。
- 「日本ワンマン史」『文藝春秋』第32巻第3号、文藝春秋、1954年2月、20-25頁、NAID 40003426516。
- 「私の皇室論」『自警』第36巻第9号、自警会、1954年9月、28-29頁、NAID 40001521644。
- 「総辞職を予言する」『文藝春秋』第33巻第2号、文藝春秋、1955年1月、60-63頁、NAID 40003425469。
- 「謀将・森恪」『文藝春秋』第33巻第12号、文藝春秋、1955年6月、60-65頁、NAID 40003425144。
- 「保守党は手を握れ」『東邦経済』第25巻第7号、東邦経済社、1955年7月、8-10頁、NAID 40002635970。
- 「満鉄・大疑獄事件」『文藝春秋』第33巻第20号、文藝春秋、1955年10月、NAID 40003425361。
- 「歯車が狂った民主政治」『新政界』第1巻第1号、新政界社、1955年11月、NAID 40001908331。
- 「ニユース映画の愉しみ」『文藝春秋』第34巻第2号、文藝春秋、1956年2月、124-127頁、NAID 40003425531。
- 「人間を作る事業」『学校経営』第3巻第3号、第一法規、1958年3月、20-22頁、NAID 40000487346。